# ティーガーデン星b
ティーガーデン星b（ティーガーデンせいビー、ティーガーデンbとも呼ばれる）とは、太陽系から約12光年離れた位置に存在するスペクトル分類がM型の恒星であるティーガーデン星のハビタブルゾーン内を公転している太陽系外惑星である。ティーガーデン星c、GJ 1061 c、GJ 1061 d、ルイテンb、くじら座タウ星eと合わせて、2020年4月の時点で4番目に近い潜在的に居住可能な太陽系外惑星である。

## 発見
2019年7月、Mathias Zechmeisterが率いる150人以上の科学者のチームがCARMENES観測の一環として、ティーガーデン星の周囲を公転する2つの太陽系外惑星候補の存在を支持する天文学と天体物理学の査読記事を公開した。
ティーガーデン星のふらつきによって太陽系外惑星を検出するにはドップラー分光法（視線速度法としても知られている）が必要であった。この方法では、太陽系外惑星が地球に近づいたり遠ざかったりする速度である、主星の視線速度への影響を観測することによって、太陽系外惑星を間接的に検出することができる。これらの視線速度の異常は、十分な精度の分光器を備えた望遠鏡で観測可能なドップラーシフトを生成する。
これを達成するために、チームはスペインのカラル・アルト天文台に設置されている3.5メートル望遠鏡のCARMENES機器を使用した。3年間の観測の後、2つの周期的な視線速度信号が検出された。1つは4.91日の周期（ティーガーデン星b）で、もう1つは11.41日の周期（ティーガーデン星c）である。

## 特徴
ティーガーデン星bは、ティーガーデン星の周囲を公転する最も内側を公転する既知の惑星であり、公転周期はわずか4.91日である。惑星の最小質量は1.05地球質量である。惑星の軌道が地球の視点から傾いていない場合、この値は真の質量となる。この質量のため、ティーガーデン星bは地球型惑星である可能性がある。また、その表面には液体の水の海が存在している可能性がある。

## 居住性
ティーガーデン星bは、楽観的なハビタブルゾーン内を公転している。これは、その大気組成が惑星の表面に安定した液体の水の存在を可能にする可能性があることを意味する。
ティーガーデン星bの潜在的な居住性のもう1つの要因は、その主星である。ほとんどの赤色矮星は強力なフレアを放出する。これにより、惑星から大気が剥ぎ取られ、居住できなくなる可能性がある。良い例は、ESIスコアが0.88のケプラー438bであるが、主星が活発なため住むことができないことがわかり、別の例は、太陽系に最も近い恒星であるプロキシマ・ケンタウリである。ただし、ティーガーデン星は比較的穏やかな恒星であるため、ティーガーデン星bが居住可能である可能性が高くなる。潜在的に居住可能な太陽系外惑星を持つ別の穏やかな赤色矮星はルイテン星である。